# جاكوب غوندرسن
جاكوب غوندرسن (بالنرويجية البوكمول: Jacob Gundersen)‏ هو مصارع رياضي نرويجي، ولد في 29 أكتوبر 1875 في غريمستاد في النرويج، وتوفي في 1968 في مقاطعة ويستتشستر في الولايات المتحدة.

## وصلات خارجية
- جاكوب غوندرسن على موقع قاعدة بيانات المصارعة الدولية (الإنجليزية)
- جاكوب غوندرسن على موقع أوليمبيديا (الإنجليزية)